# Vosleria
Vosleria is een geslacht van vliesvleugeligen uit de familie Encyrtidae. De wetenschappelijke naam van dit geslacht is voor het eerst geldig gepubliceerd in 1926 door Philip Hunter Timberlake. Hij beschreef als typesoort de nieuwe soort Vosleria signata, maar dit is later beschouwd als synoniem van de geaccepteerde naam Vosleria australia (oorspronkelijke combinatie: Leptomastix australia, door Alexandre Arsène Girault gepubliceerd in 1917).

## Soorten
Het geslacht Vosleria is monotypisch en omvat slechts de volgende soort:
- Vosleria australia (Girault, 1917)